# قولدن (كولومبيا البريطانية)

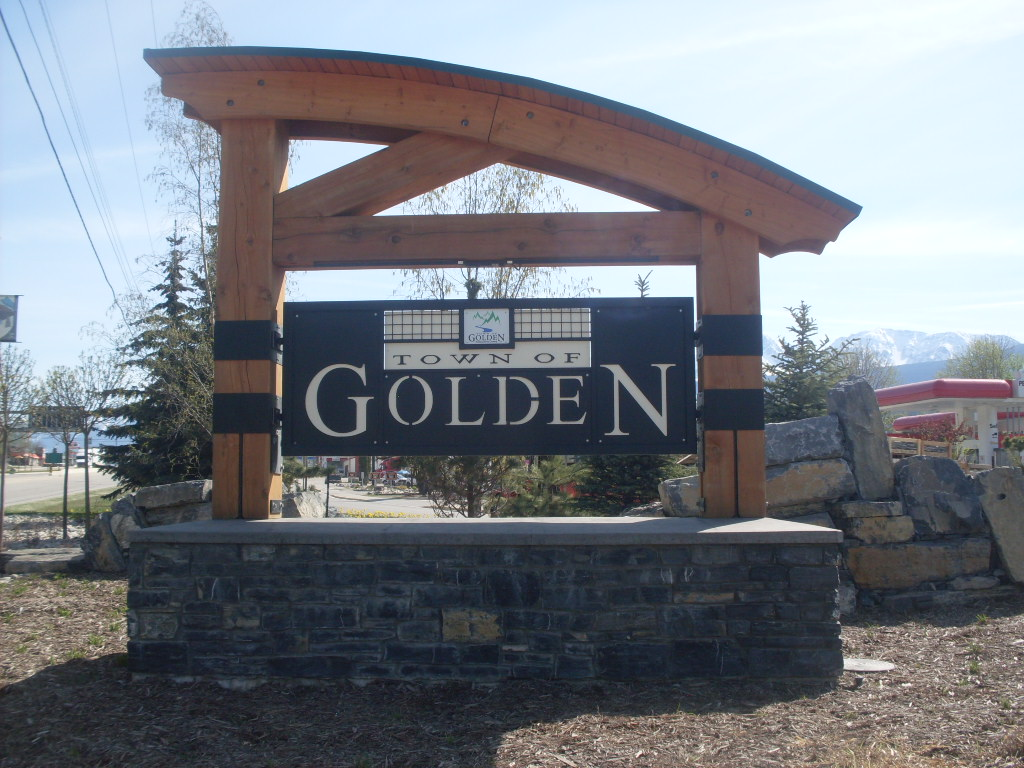
Golden's welcome sign

قولدن هي مدينة في جنوب شرق كولومبيا البريطانية، كندا، تقع على بعد 262 كيلومتر (163 ميل) غرب كالغاري،ألبرتا و 713 كيلومتر (443 ميل) شرق فانكوفر.

## المناخ
| البيانات المناخية لـGolden Airport | البيانات المناخية لـGolden Airport | البيانات المناخية لـGolden Airport | البيانات المناخية لـGolden Airport | البيانات المناخية لـGolden Airport | البيانات المناخية لـGolden Airport | البيانات المناخية لـGolden Airport | البيانات المناخية لـGolden Airport | البيانات المناخية لـGolden Airport | البيانات المناخية لـGolden Airport | البيانات المناخية لـGolden Airport | البيانات المناخية لـGolden Airport | البيانات المناخية لـGolden Airport | البيانات المناخية لـGolden Airport |
| الشهر                              | يناير                              | فبراير                             | مارس                               | أبريل                              | مايو                               | يونيو                              | يوليو                              | أغسطس                              | سبتمبر                             | أكتوبر                             | نوفمبر                             | ديسمبر                             | المعدل السنوي                      |
| ---------------------------------- | ---------------------------------- | ---------------------------------- | ---------------------------------- | ---------------------------------- | ---------------------------------- | ---------------------------------- | ---------------------------------- | ---------------------------------- | ---------------------------------- | ---------------------------------- | ---------------------------------- | ---------------------------------- | ---------------------------------- |
| الدرجة القصوى قرينة الرطوبة        | 6.7                                | 8.4                                | 19.6                               | 25.5                               | 34.2                               | 35.9                               | 38.5                               | 38.4                               | 32.0                               | 22.4                               | 11.2                               | 5.4                                | 38.5                               |
| الدرجة القصوى °م (°ف)              | 8.3 (46.9)                         | 12.2 (54.0)                        | 20.2 (68.4)                        | 28.9 (84.0)                        | 35.6 (96.1)                        | 37.2 (99.0)                        | 40.0 (104.0)                       | 37.8 (100.0)                       | 33.9 (93.0)                        | 25.6 (78.1)                        | 17.2 (63.0)                        | 10.0 (50.0)                        | 40.0 (104.0)                       |
| متوسط درجة الحرارة الكبرى °م (°ف)  | −4.3 (24.3)                        | −0.1 (31.8)                        | 6.6 (43.9)                         | 13.3 (55.9)                        | 18.4 (65.1)                        | 21.7 (71.1)                        | 24.5 (76.1)                        | 24.2 (75.6)                        | 18.4 (65.1)                        | 10.1 (50.2)                        | 1.0 (33.8)                         | −4.8 (23.4)                        | 10.7 (51.3)                        |
| المتوسط اليومي °م (°ف)             | −7.9 (17.8)                        | −5.0 (23.0)                        | 0.8 (33.4)                         | 6.5 (43.7)                         | 11.3 (52.3)                        | 14.9 (58.8)                        | 17.3 (63.1)                        | 16.7 (62.1)                        | 11.5 (52.7)                        | 5.0 (41.0)                         | −2.0 (28.4)                        | −7.8 (18.0)                        | 5.1 (41.2)                         |
| متوسط درجة الحرارة الصغرى °م (°ف)  | −11.5 (11.3)                       | −9.8 (14.4)                        | −5.0 (23.0)                        | −0.5 (31.1)                        | 4.1 (39.4)                         | 8.0 (46.4)                         | 10.0 (50.0)                        | 9.1 (48.4)                         | 4.6 (40.3)                         | −0.2 (31.6)                        | −5.0 (23.0)                        | −10.9 (12.4)                       | −0.6 (30.9)                        |
| أدنى درجة حرارة °م (°ف)            | −46.1 (−51.0)                      | −39.4 (−38.9)                      | −31.7 (−25.1)                      | −19.4 (−2.9)                       | −9.4 (15.1)                        | −6.7 (19.9)                        | −2.2 (28.0)                        | −2.8 (27.0)                        | −9.4 (15.1)                        | −18.3 (−0.9)                       | −32.8 (−27.0)                      | −43.9 (−47.0)                      | −46.1 (−51.0)                      |
| أدنى درجة حرارة تبريد الرياح       | −42.3                              | −31.2                              | −28.1                              | −14.3                              | −5.5                               | 0.0                                | 0.0                                | 0.0                                | −4.5                               | −15.0                              | −29.9                              | −38.0                              | −42.3                              |
| الهطول مم (إنش)                    | 45.9 (1.81)                        | 24.1 (0.95)                        | 24.4 (0.96)                        | 24.4 (0.96)                        | 34.5 (1.36)                        | 49.7 (1.96)                        | 50.6 (1.99)                        | 45.3 (1.78)                        | 38.0 (1.50)                        | 34.9 (1.37)                        | 51.1 (2.01)                        | 43.9 (1.73)                        | 466.8 (18.38)                      |
| معدل هطول الأمطار مم (إنش)         | 6.4 (0.25)                         | 5.5 (0.22)                         | 14.1 (0.56)                        | 21.9 (0.86)                        | 33.3 (1.31)                        | 49.7 (1.96)                        | 50.6 (1.99)                        | 45.3 (1.78)                        | 38.0 (1.50)                        | 32.3 (1.27)                        | 21.6 (0.85)                        | 6.4 (0.25)                         | 325.2 (12.80)                      |
| متوسط تساقط الثلوج سم (إنش)        | 45.3 (17.8)                        | 20.7 (8.1)                         | 12.1 (4.8)                         | 2.5 (1.0)                          | 1.1 (0.4)                          | 0.0 (0.0)                          | 0.0 (0.0)                          | 0.0 (0.0)                          | 0.0 (0.0)                          | 2.8 (1.1)                          | 31.8 (12.5)                        | 42.5 (16.7)                        | 158.7 (62.5)                       |
| متوسط أيام هطول الأمطار (≥ 0.2 mm) | 14.6                               | 9.1                                | 9.8                                | 10.6                               | 12.5                               | 15.4                               | 13.7                               | 13.2                               | 10.6                               | 12.1                               | 13.9                               | 13.5                               | 148.8                              |
| متوسط الأيام الممطرة (≥ 0.2 mm)    | 2.4                                | 2.7                                | 6.3                                | 9.9                                | 12.4                               | 15.4                               | 13.7                               | 13.2                               | 10.6                               | 11.3                               | 6.8                                | 1.9                                | 106.5                              |
| متوسط الأيام المثلجة (≥ 0.2 cm)    | 13.5                               | 7.1                                | 4.8                                | 1.5                                | 0.2                                | 0.0                                | 0.0                                | 0.0                                | 0.0                                | 1.3                                | 8.2                                | 12.8                               | 49.5                               |
| متوسط الرطوبة النسبية (%)          | 81.2                               | 70.7                               | 53.6                               | 38.8                               | 38.6                               | 42.4                               | 42.0                               | 44.2                               | 50.0                               | 60.0                               | 80.4                               | 82.2                               | 57.0                               |
| ساعات سطوع الشمس الشهرية           | 25.2                               | 55.3                               | 111.3                              | 155.2                              | 209.6                              | 194.1                              | 227.0                              | 228.9                              | 162.5                              | 85.0                               | 26.1                               | 12.9                               | 1٬492٫9                            |
| نسبة وصول أشعة الشمس               | 9.7                                | 19.6                               | 30.3                               | 37.4                               | 43.5                               | 39.2                               | 45.5                               | 50.7                               | 42.7                               | 25.6                               | 9.7                                | 5.2                                | 29.9                               |
| المصدر:                            |                                    |                                    |                                    |                                    |                                    |                                    |                                    |                                    |                                    |                                    |                                    |                                    |                                    |

## صور

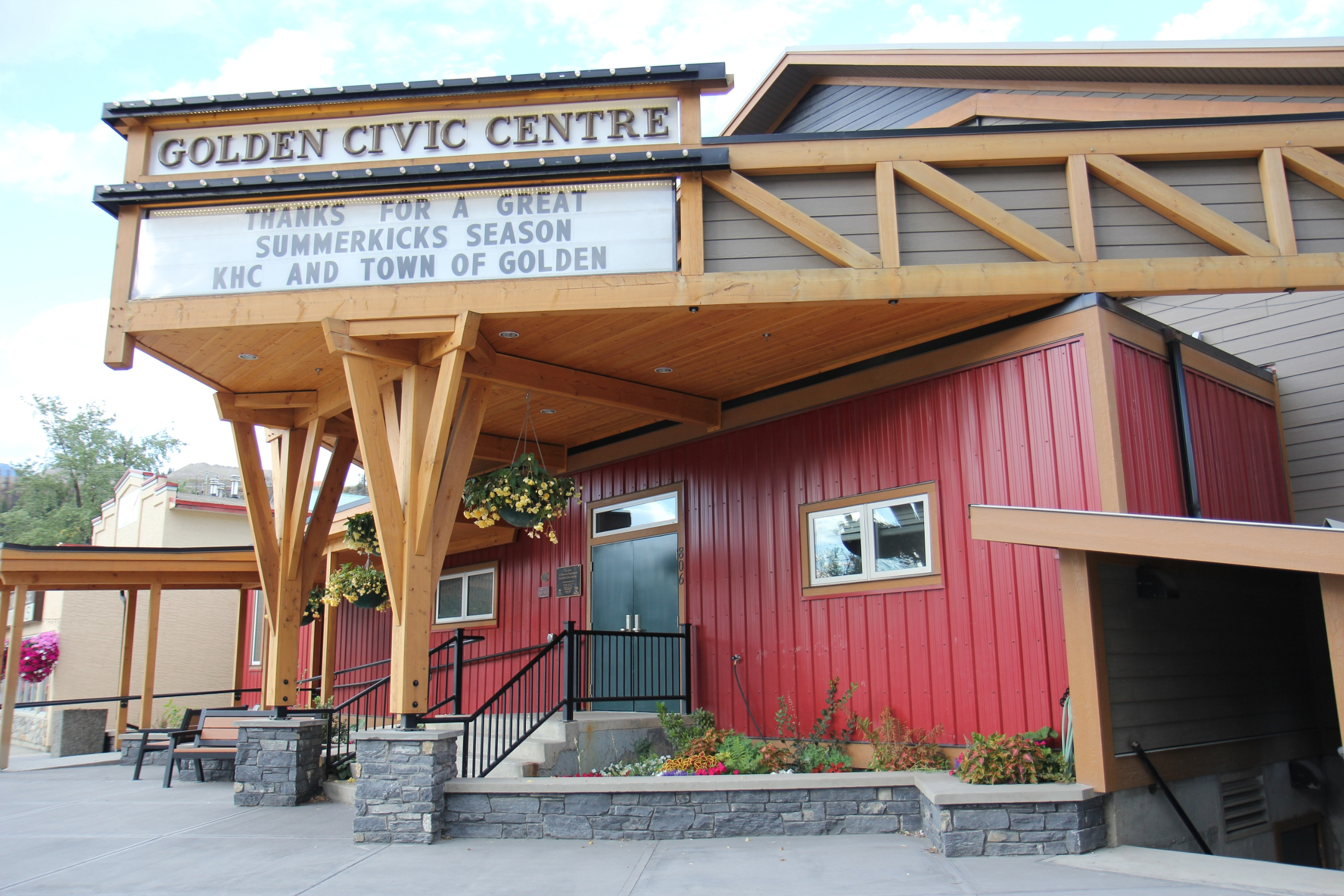
Civic Centre
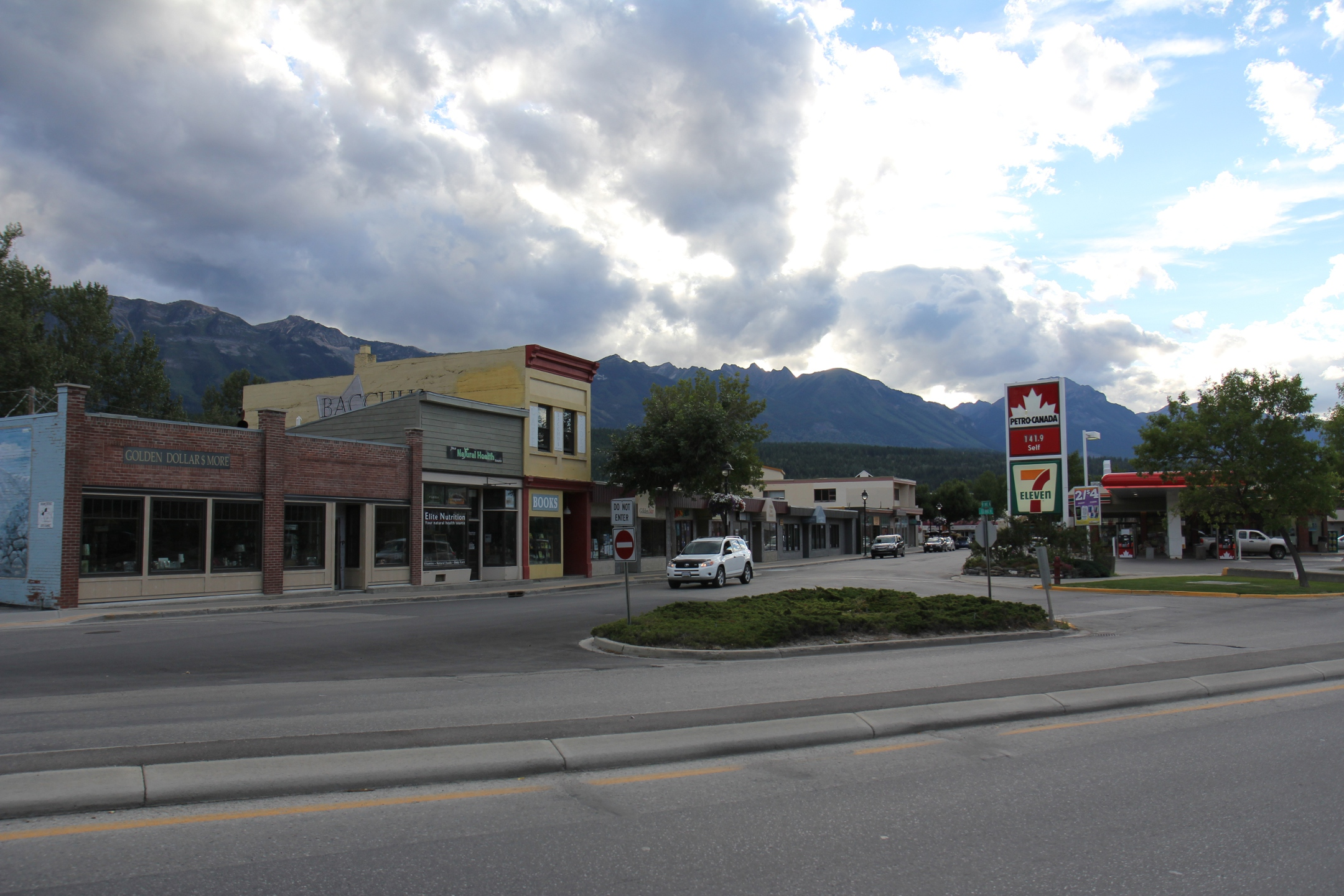
Downtown Golden
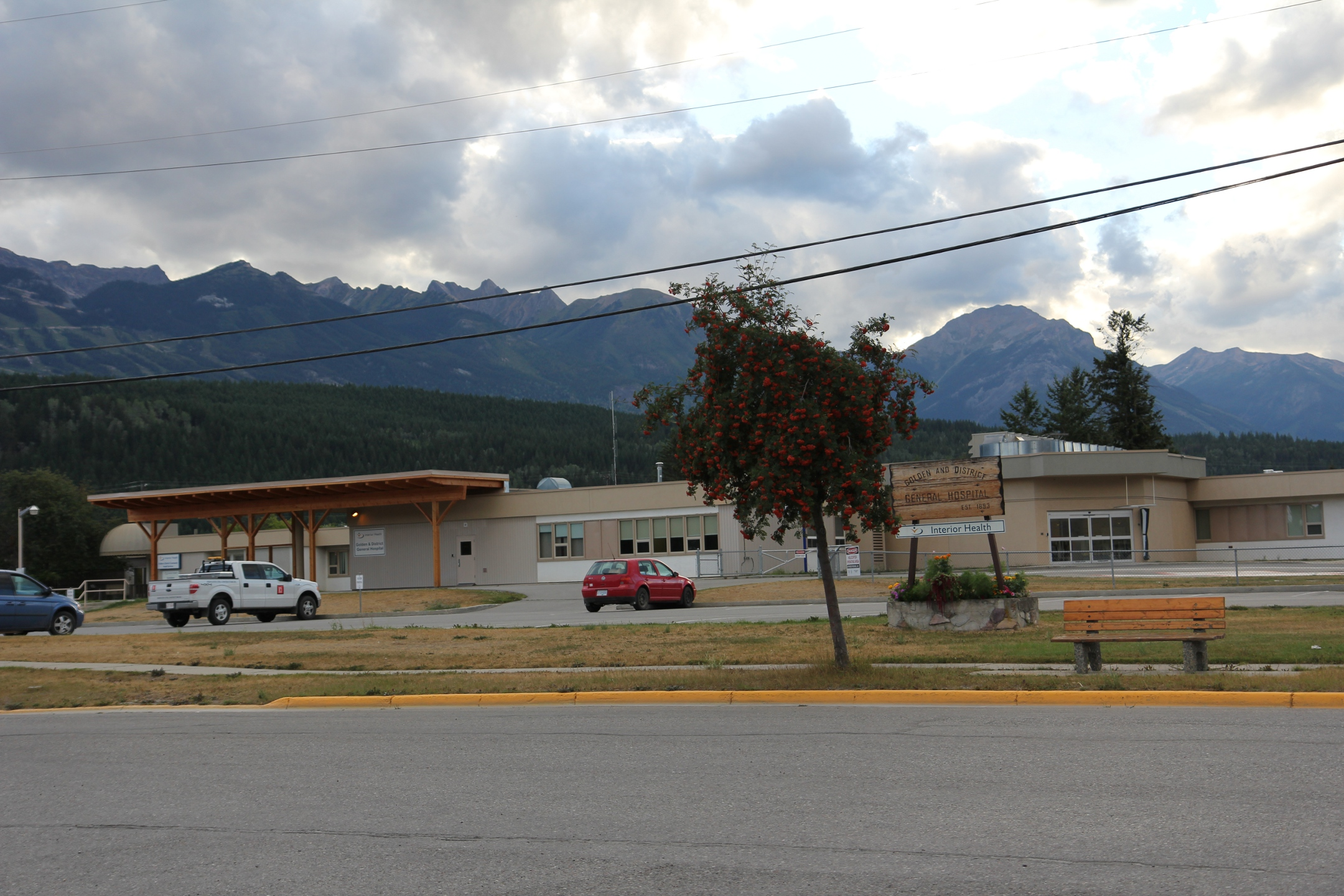
General hospital
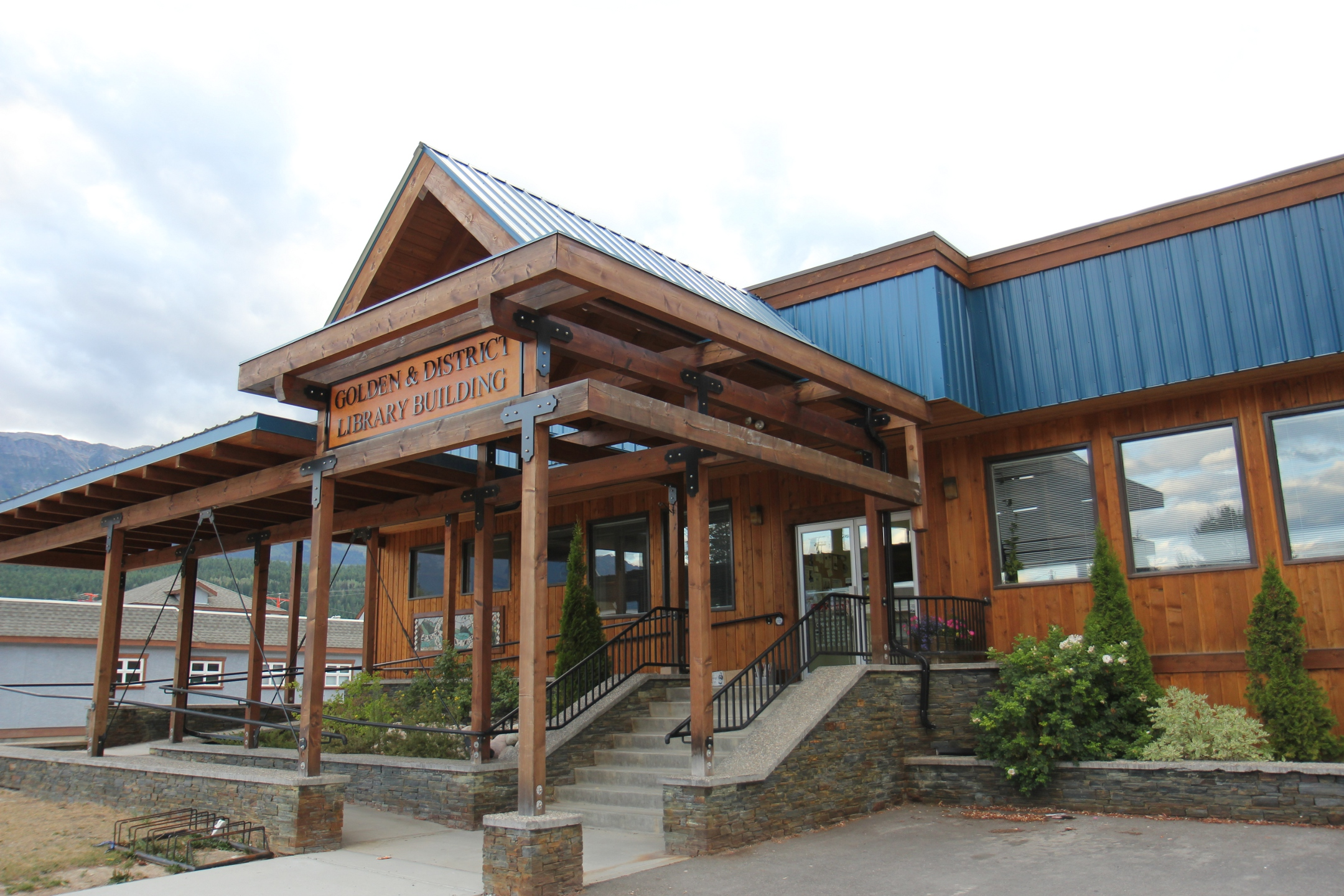
Library
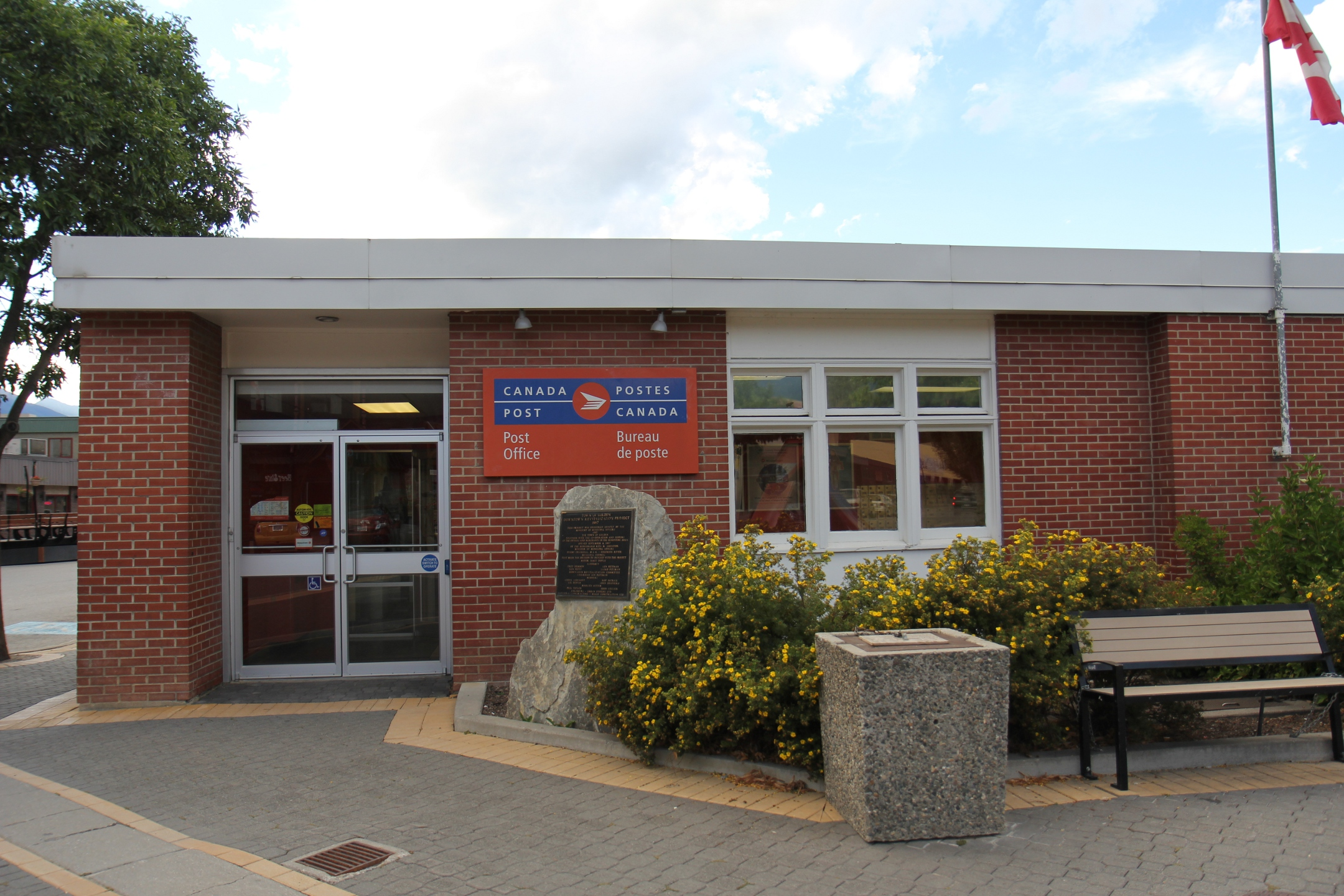
Post office
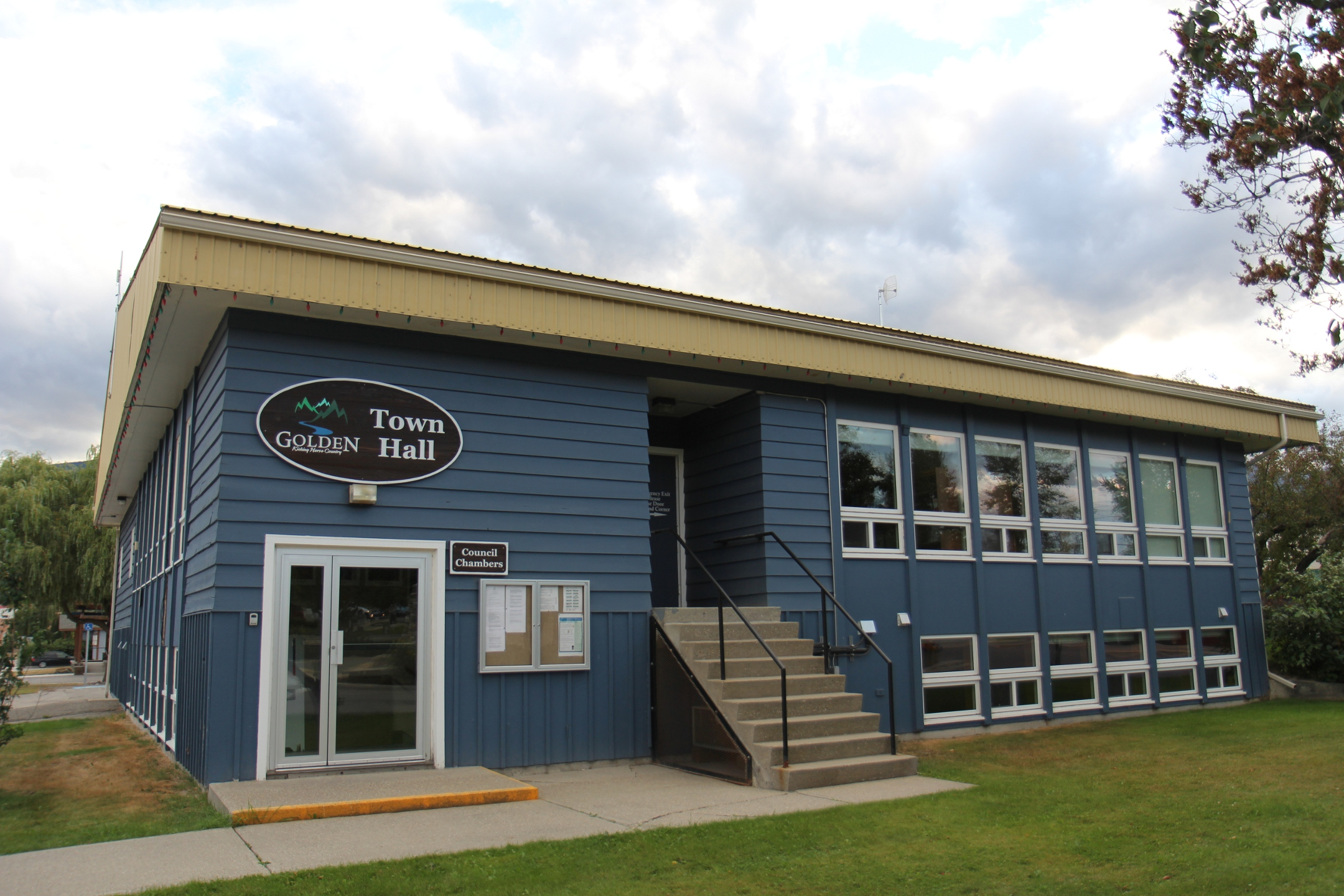
Town hall
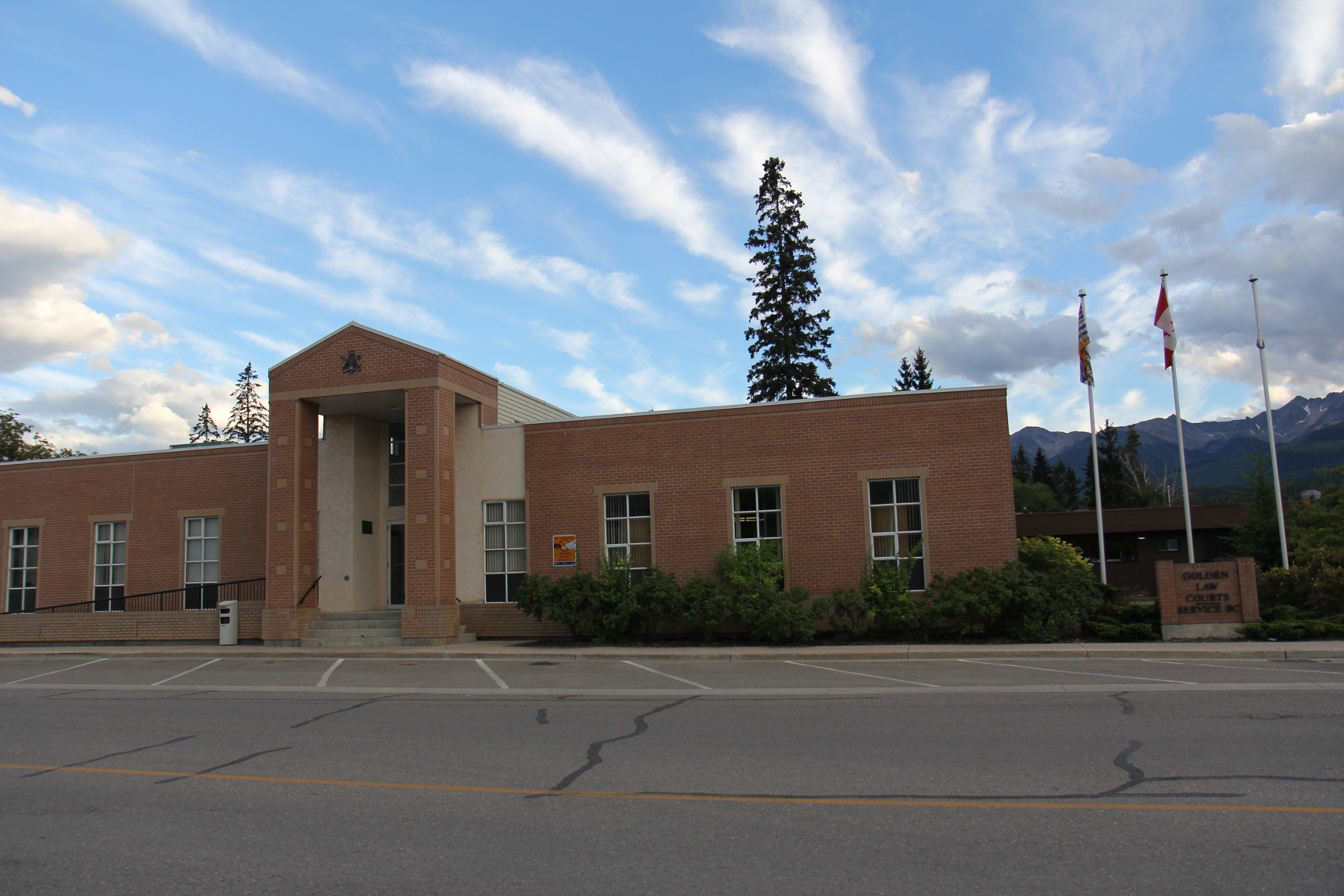
Law Courts

## أعلام
- باتريشيا أوينز
- كورتيس ماكنزي
- ديلون دوبيه
- مارينا إنديكوت

## روابط خارجية
- Town of Golden نسخة محفوظة 29 سبتمبر 2007 على موقع واي باك مشين. (الموقع الرسمي)
- Tourism Golden (الموقع الرسمي)
- Construction of the covered bridge
- Virtual tour of the Golden Freeride skatepark
- Ten Mile Hill HD Video.
- School District 6 website
- College of the Rockies website